# Goo Dae-young
Đây là một tên người Triều Tiên, họ là Goo.
Goo Dae-young  (tiếng Hàn: 구대영; sinh ngày 9 tháng 5 năm 1992) là một cầu thủ bóng đá Hàn Quốc thi đấu ở vị trí hậu vệ cho Asan Mugunghwa ở K League 2.

## Sự nghiệp
Goo gia nhập đội bóng ở K League Challenge FC Anyang trước khi mùa giải 2014 khởi tranh.